# As Time Goes By: The Great American Songbook, Volume II
As Time Goes By: The Great American Songbook, Volume II – dwudziesty pierwszy studyjny album angielskiego piosenkarza rockowego Roda Stewarta. Płytę wydała w 2003 wytwórnia J Records. Jest drugim albumem z serii The Great American Songbook.
W Polsce album uzyskał status platynowej płyty.

## Lista utworów
1. „Time After Time” (Sammy Cahn, Jule Styne) – 2:59
2. „I'm in the Mood for Love” (Dorothy Fields, Jimmy McHugh) – 3:07
3. „Don't Get Around Much Anymore” (Duke Ellington, Bob Russell) – 2:48
4. „Bewitched, Bothered and Bewildered” (Richard Rodgers, Lorenz Hart) (gościnnie Cher) – 4:14
5. „Till There Was You” (Meredith Willson) – 2:51
6. „Until the Real Thing Comes Along” (Cahn, Saul Chaplin, L.E. Freeman, Mann Holiner, Alberta Nichols) – 3:38
7. „Where or Whe” (Rodgers, Hart) – 3:10
8. „Smile” (Charlie Chaplin, Geoffrey Claremont Parsons, John Phillips) – 3:13
9. „My Heart Stood Still” (Rodgers, Hart) – 3:03
10. „Someone to Watch over Me ” (George Gershwin, Ira Gershwin) – 3:31
11. „As Time Goes By ” (Herman Hupfeld) (gościnnie Queen Latifah) – 3:50
12. „I Only Have Eyes for You” (Al Dubin, Harry Warren) (gościnnie Ana Belén)  – 3:08
13. „Crazy She Calls Me” (Russell, Carl Sigman) – 3:28
14. „Our Love Is Here to Stay” (George Gershwin, Ira Gershwin) – 2:57
15. „My Favourite Things” (Rogers, Oscar Hammerstein II) – 2:55 (bonus na wydaniu japońskim i brytyjskim)
16. „These Foolish Things (Remind Me of You)” (na żywo) (Jack Strachey, Holt Marvell) – 3:47 (bonus na wydaniu japońskim)
17. „The Way You Look Tonight” (na żywo) (Jerome Kern, Dorothy Fields) – 3:50 (bonus na wydaniu japońskim)